# Weebers Eck

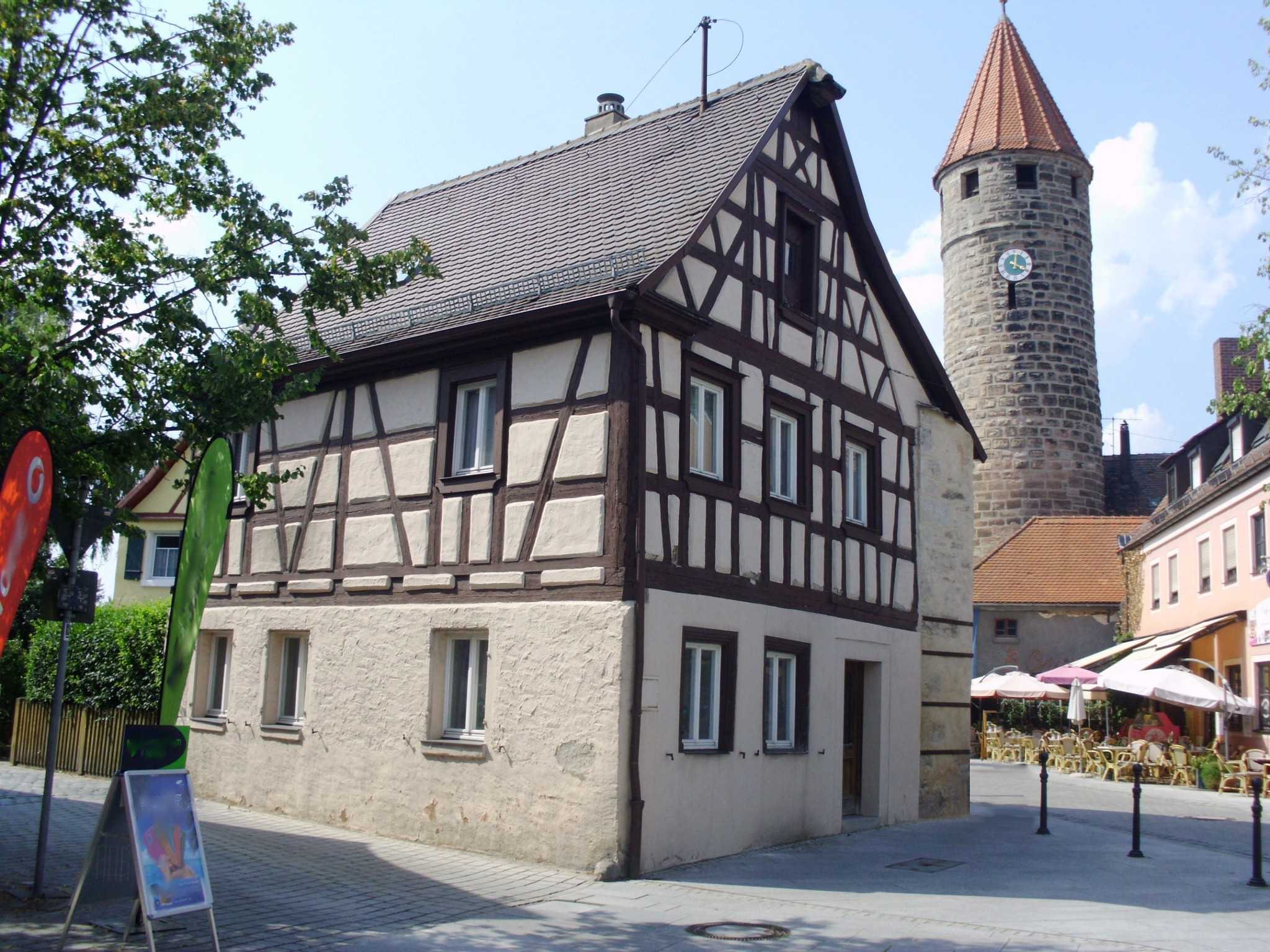
Das Weebers Eck im Juli 2012

Das Weebers Eck ist ein Fachwerkhaus und Wohngebäude in Gunzenhausen im mittelfränkischen Landkreis Weißenburg-Gunzenhausen. Das Gebäude mit der postalischen Adresse Weißenburger Straße 30 ist unter der Denkmalnummer D-5-77-136-134 als Baudenkmal in die Bayerische Denkmalliste eingetragen.
Das Weebers Eck liegt am südlichsten Teil der Gunzenhäuser Altstadt unweit des Färberturms auf einer Höhe von 414 Metern über NHN. Es liegt in Ecklage am Einmündungspunkt mehrerer Gassen und der Sonnenstraße in die Weißenburger Straße. Das Bauwerk gehört zu den denkmalgeschützten Ensembles Weißenburger Straße (Aktennummer E-5-77-136-4) und Marktplatz mit Rathausstraße, Kirchenplatz und Weißenburger Straße (Aktennummer E-5-77-136-2).
Das Wohnhaus ist ein zweigeschossiger Satteldachbau mit fachwerksichtigem Obergeschoss und Giebel aus dem 17. oder 18. Jahrhundert. Das Bauwerk schließt sich direkt an die Stadtmauer an. Das Weebers Eck ist nach einem ehemaligen Besitzer benannt.